# Salonik Historii Pielęgniarstwa Collegium Medicum Uniwersytetu Jagiellońskiego

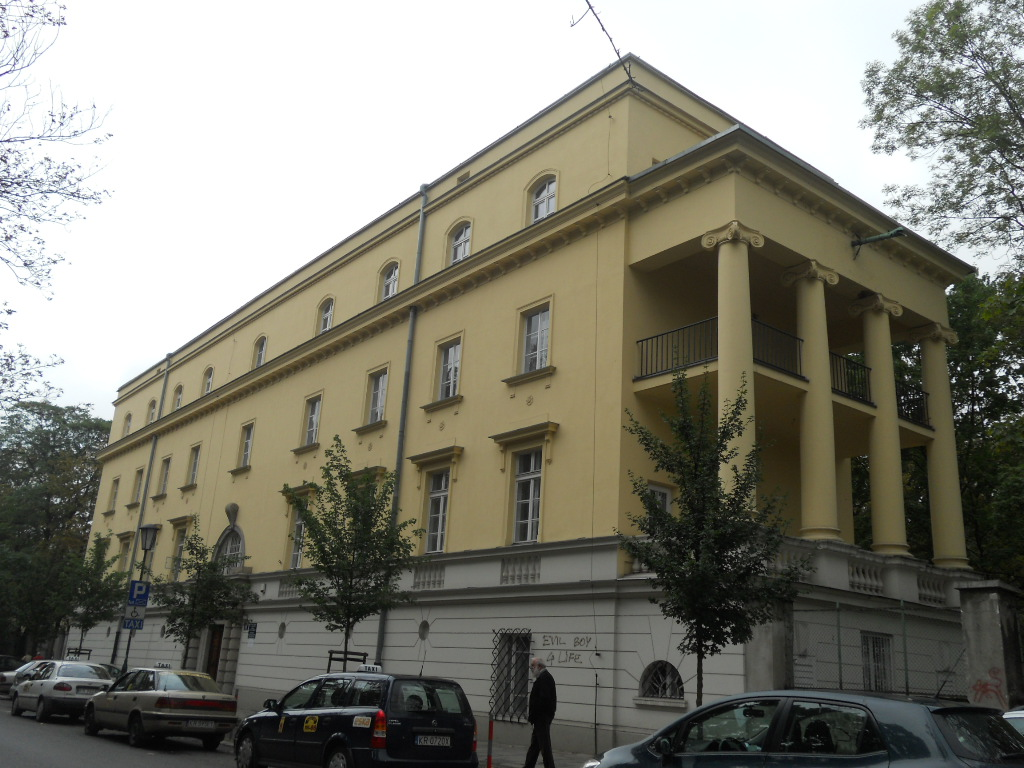
Budynek Szkoły Pielęgniarek i Higienistek

Salonik Historii Pielęgniarstwa – stała ekspozycja muzealna Instytutu Pielęgniarstwa i Położnictwa Wydziału Nauk o Zdrowiu Collegium Medicum Uniwersytetu Jagiellońskiego zlokalizowana w Krakowie przy ul. Kopernika 25. Eksponaty pochodzą z ostatnich 100 lat działalności pielęgniarstwa w Krakowie (m.in. oryginalne dokumenty, kroniki, protokoły, listy, fotografie, portrety, albumy, meble, mundury pielęgniarek z lat 30. XX wieku oraz przedmioty użytkowe).